# Le Chevalier de neige
Le Chevalier de neige est le titre de deux oeuvres de Boris Vian et Georges Delerue, un spectacle de plein air (1953) et un opéra (1957). Le spectacle de plein air avec texte dramatique de Boris Vian et musique de scène de Georges Delerue est donné à Caen en août 1953, dans le cadre du Festival dramatique de Caen à la demande de Jo Tréhard. Il est ensuite remanié pour devenir un opéra en 1957 à la demande de Marcel Lamy, directeur du théâtre de Nancy.

## Le spectacle musical
Noël Arnaud a extrait les faits historiques rapportés dans le cahier 12 du collège de 'Pataphysique, ainsi que quelques remarques de Boris Vian issues de ce même cahier. Il indique notamment que Jo Tréhard cherchait un successeur au spectacle Guillaume le Conquérant qui avait connu un gros succès dans les ruines du château de Caen. Jean-Marie Serreau ayant proposé de mettre en scène l'histoire de Lancelot, Vian et Delerue acceptèrent la proposition et se mirent au travail. « Nous avions la chance insigne de disposer d'importants crédits et nous en profitions pour bâtir un spectacle quelque peu démesuré puisqu'il durait quatre heures et se développait sur un plateau de 2000 m2, avec une quarantaine d'acteurs, une centaine de figurants, des tas de chevaux (...) »

## Le Chevalier de neige, opéra
Boris Vian et Georges Delerue tombèrent d'accord sur un point : beaucoup plus que le décor, c'était la musique qui créait le dépaysement. Boris pensait aussi que la musique avait le même pouvoir de transfert que l'image cinématographique, et que seul l'opéra pouvait lutter avec le cinéma. Il restait à accélérer la mise en scène pour éviter les temps morts.
Ce fut Marcel Lamy, directeur du théâtre de Nancy qui monta effectivement l'opéra selon sa promesse, avec une distribution de première grandeur avec Jane Rhodes, Jacques Luccioni Baryton, fils de  José Luccioni (chanteur). Cet opéra avait été écrit par Vian et Delerue en neuf mois.

## Le thème
Il s'agit de l'histoire d'amour de Lancelot du lac et de la reine Guenièvre, racontée par le chevalier de neige. Elle s'inscrit dans le style du cycle des légendes arthuriennes.

## Les opéras
Les deux versions du Chevalier de neige, celle de Caen et celle de Nancy,  ainsi que tous les textes s'y rapportant ont été réunis dans le volume Le Chevalier de neige édition Christian Bourgois 1974, édition augmentée de tous les livrets que Boris Vian a écrit, ébauches ou manuscrits complets. « Dans les deux années qui lui restent à vivre [à partir de 1957], l'opéra sera la grande affaire de Boris . Il en a écrit cinq dont deux resteront inachevés : Lily Strada et  Le Mercenaire. » (il faut entendre : cinq en plus de Le Chevalier de neige et Fiesta)